# Olympische Geschichte von Belarus
| Gelbes Symbol für Goldmedaillen mit stilisierten Olympischen Ringen | Graues Symbol für Silbermedaillen mit stilisierten Olympischen Ringen | Braundes Symbol für Bronzemedaillen mit stilisierten Olympischen Ringen |
| ------------------------------------------------------------------- | --------------------------------------------------------------------- | ----------------------------------------------------------------------- |
| 21                                                                  | 37                                                                    | 47                                                                      |

Belarus ist seit 1994 bei Olympischen Sommerspielen und Olympischen Winterspielen vertreten.
Das Nationale Olympische Komitee wurde 1991 gegründet und 1993 vom IOC anerkannt. Vor 1994 nahmen Sportler aus dem heutigen Belarus unter der Flagge der Sowjetunion beziehungsweise des Vereinten Teams teil.
Belarus trug bisher keine Olympischen Spiele als Gastgeber aus.

## Allgemeines
Belarus nahm erstmals bei den Olympischen Winterspielen 1994 mit einer Delegation von 33 Sportlern teil und gewann zwei Medaillen. Gleich bei der ersten Teilnahme an Olympischen Sommerspielen 1996 wurden 15 Medaillen errungen.
Die bis dato größte Delegation wurde bei den Olympischen Sommerspielen 2008 mit 177 Sportlern entsendet.

## Übersicht der Teilnahmen

### Sommerspiele
| Jahr      | Athleten                                                    | Athleten                                                    | Athleten                                                    | Sportarten                                                  | Sportarten                                                  | Sportarten                                                  | Sportarten                                                  | Sportarten                                                  | Sportarten                                                  | Sportarten                                                  | Sportarten                                                  | Sportarten                                                  | Sportarten                                                  | Sportarten                                                  | Sportarten                                                  | Sportarten                                                  | Sportarten                                                  | Sportarten                                                  | Sportarten                                                  | Sportarten                                                  | Sportarten                                                  | Sportarten                                                  | Sportarten                                                  | Sportarten                                                  | Sportarten                                                  | Sportarten                                                  | Sportarten                                                  | Sportarten                                                  | Sportarten                                                  | Sportarten                                                  | Sportarten                                                  | Medaillen                                                   | Medaillen                                                   | Medaillen                                                   | Medaillen                                                   | Rang                                                        |
| Jahr      | ∑                                                           |                                                             |                                                             |                                                             |                                                             |                                                             |                                                             |                                                             |                                                             |                                                             |                                                             |                                                             |                                                             |                                                             |                                                             |                                                             |                                                             |                                                             |                                                             |                                                             |                                                             |                                                             |                                                             |                                                             |                                                             |                                                             |                                                             |                                                             |                                                             |                                                             |                                                             |                                                             |                                                             |                                                             | Medaillen – Gesamt                                          | Rang                                                        |
| --------- | ----------------------------------------------------------- | ----------------------------------------------------------- | ----------------------------------------------------------- | ----------------------------------------------------------- | ----------------------------------------------------------- | ----------------------------------------------------------- | ----------------------------------------------------------- | ----------------------------------------------------------- | ----------------------------------------------------------- | ----------------------------------------------------------- | ----------------------------------------------------------- | ----------------------------------------------------------- | ----------------------------------------------------------- | ----------------------------------------------------------- | ----------------------------------------------------------- | ----------------------------------------------------------- | ----------------------------------------------------------- | ----------------------------------------------------------- | ----------------------------------------------------------- | ----------------------------------------------------------- | ----------------------------------------------------------- | ----------------------------------------------------------- | ----------------------------------------------------------- | ----------------------------------------------------------- | ----------------------------------------------------------- | ----------------------------------------------------------- | ----------------------------------------------------------- | ----------------------------------------------------------- | ----------------------------------------------------------- | ----------------------------------------------------------- | ----------------------------------------------------------- | ----------------------------------------------------------- | ----------------------------------------------------------- | ----------------------------------------------------------- | ----------------------------------------------------------- | ----------------------------------------------------------- |
| 1896–1912 | Teil des Russischen Reiches – nicht teilgenommen            | Teil des Russischen Reiches – nicht teilgenommen            | Teil des Russischen Reiches – nicht teilgenommen            | Teil des Russischen Reiches – nicht teilgenommen            | Teil des Russischen Reiches – nicht teilgenommen            | Teil des Russischen Reiches – nicht teilgenommen            | Teil des Russischen Reiches – nicht teilgenommen            | Teil des Russischen Reiches – nicht teilgenommen            | Teil des Russischen Reiches – nicht teilgenommen            | Teil des Russischen Reiches – nicht teilgenommen            | Teil des Russischen Reiches – nicht teilgenommen            | Teil des Russischen Reiches – nicht teilgenommen            | Teil des Russischen Reiches – nicht teilgenommen            | Teil des Russischen Reiches – nicht teilgenommen            | Teil des Russischen Reiches – nicht teilgenommen            | Teil des Russischen Reiches – nicht teilgenommen            | Teil des Russischen Reiches – nicht teilgenommen            | Teil des Russischen Reiches – nicht teilgenommen            | Teil des Russischen Reiches – nicht teilgenommen            | Teil des Russischen Reiches – nicht teilgenommen            | Teil des Russischen Reiches – nicht teilgenommen            | Teil des Russischen Reiches – nicht teilgenommen            | Teil des Russischen Reiches – nicht teilgenommen            | Teil des Russischen Reiches – nicht teilgenommen            | Teil des Russischen Reiches – nicht teilgenommen            | Teil des Russischen Reiches – nicht teilgenommen            | Teil des Russischen Reiches – nicht teilgenommen            | Teil des Russischen Reiches – nicht teilgenommen            | Teil des Russischen Reiches – nicht teilgenommen            | Teil des Russischen Reiches – nicht teilgenommen            | Teil des Russischen Reiches – nicht teilgenommen            | Teil des Russischen Reiches – nicht teilgenommen            | Teil des Russischen Reiches – nicht teilgenommen            | Teil des Russischen Reiches – nicht teilgenommen            | Teil des Russischen Reiches – nicht teilgenommen            | Teil des Russischen Reiches – nicht teilgenommen            |
| 1920–1988 | Teilnahme als Mitglieder der Mannschaft der Sowjetunion     | Teilnahme als Mitglieder der Mannschaft der Sowjetunion     | Teilnahme als Mitglieder der Mannschaft der Sowjetunion     | Teilnahme als Mitglieder der Mannschaft der Sowjetunion     | Teilnahme als Mitglieder der Mannschaft der Sowjetunion     | Teilnahme als Mitglieder der Mannschaft der Sowjetunion     | Teilnahme als Mitglieder der Mannschaft der Sowjetunion     | Teilnahme als Mitglieder der Mannschaft der Sowjetunion     | Teilnahme als Mitglieder der Mannschaft der Sowjetunion     | Teilnahme als Mitglieder der Mannschaft der Sowjetunion     | Teilnahme als Mitglieder der Mannschaft der Sowjetunion     | Teilnahme als Mitglieder der Mannschaft der Sowjetunion     | Teilnahme als Mitglieder der Mannschaft der Sowjetunion     | Teilnahme als Mitglieder der Mannschaft der Sowjetunion     | Teilnahme als Mitglieder der Mannschaft der Sowjetunion     | Teilnahme als Mitglieder der Mannschaft der Sowjetunion     | Teilnahme als Mitglieder der Mannschaft der Sowjetunion     | Teilnahme als Mitglieder der Mannschaft der Sowjetunion     | Teilnahme als Mitglieder der Mannschaft der Sowjetunion     | Teilnahme als Mitglieder der Mannschaft der Sowjetunion     | Teilnahme als Mitglieder der Mannschaft der Sowjetunion     | Teilnahme als Mitglieder der Mannschaft der Sowjetunion     | Teilnahme als Mitglieder der Mannschaft der Sowjetunion     | Teilnahme als Mitglieder der Mannschaft der Sowjetunion     | Teilnahme als Mitglieder der Mannschaft der Sowjetunion     | Teilnahme als Mitglieder der Mannschaft der Sowjetunion     | Teilnahme als Mitglieder der Mannschaft der Sowjetunion     | Teilnahme als Mitglieder der Mannschaft der Sowjetunion     | Teilnahme als Mitglieder der Mannschaft der Sowjetunion     | Teilnahme als Mitglieder der Mannschaft der Sowjetunion     | Teilnahme als Mitglieder der Mannschaft der Sowjetunion     | Teilnahme als Mitglieder der Mannschaft der Sowjetunion     | Teilnahme als Mitglieder der Mannschaft der Sowjetunion     | Teilnahme als Mitglieder der Mannschaft der Sowjetunion     | Teilnahme als Mitglieder der Mannschaft der Sowjetunion     | Teilnahme als Mitglieder der Mannschaft der Sowjetunion     |
| 1992      | Teilnahme als Mitglieder der Mannschaft des Vereinten Teams | Teilnahme als Mitglieder der Mannschaft des Vereinten Teams | Teilnahme als Mitglieder der Mannschaft des Vereinten Teams | Teilnahme als Mitglieder der Mannschaft des Vereinten Teams | Teilnahme als Mitglieder der Mannschaft des Vereinten Teams | Teilnahme als Mitglieder der Mannschaft des Vereinten Teams | Teilnahme als Mitglieder der Mannschaft des Vereinten Teams | Teilnahme als Mitglieder der Mannschaft des Vereinten Teams | Teilnahme als Mitglieder der Mannschaft des Vereinten Teams | Teilnahme als Mitglieder der Mannschaft des Vereinten Teams | Teilnahme als Mitglieder der Mannschaft des Vereinten Teams | Teilnahme als Mitglieder der Mannschaft des Vereinten Teams | Teilnahme als Mitglieder der Mannschaft des Vereinten Teams | Teilnahme als Mitglieder der Mannschaft des Vereinten Teams | Teilnahme als Mitglieder der Mannschaft des Vereinten Teams | Teilnahme als Mitglieder der Mannschaft des Vereinten Teams | Teilnahme als Mitglieder der Mannschaft des Vereinten Teams | Teilnahme als Mitglieder der Mannschaft des Vereinten Teams | Teilnahme als Mitglieder der Mannschaft des Vereinten Teams | Teilnahme als Mitglieder der Mannschaft des Vereinten Teams | Teilnahme als Mitglieder der Mannschaft des Vereinten Teams | Teilnahme als Mitglieder der Mannschaft des Vereinten Teams | Teilnahme als Mitglieder der Mannschaft des Vereinten Teams | Teilnahme als Mitglieder der Mannschaft des Vereinten Teams | Teilnahme als Mitglieder der Mannschaft des Vereinten Teams | Teilnahme als Mitglieder der Mannschaft des Vereinten Teams | Teilnahme als Mitglieder der Mannschaft des Vereinten Teams | Teilnahme als Mitglieder der Mannschaft des Vereinten Teams | Teilnahme als Mitglieder der Mannschaft des Vereinten Teams | Teilnahme als Mitglieder der Mannschaft des Vereinten Teams | Teilnahme als Mitglieder der Mannschaft des Vereinten Teams | Teilnahme als Mitglieder der Mannschaft des Vereinten Teams | Teilnahme als Mitglieder der Mannschaft des Vereinten Teams | Teilnahme als Mitglieder der Mannschaft des Vereinten Teams | Teilnahme als Mitglieder der Mannschaft des Vereinten Teams | Teilnahme als Mitglieder der Mannschaft des Vereinten Teams |
| 1996      | 157                                                         | 91                                                          | 66                                                          | 2                                                           |                                                             | 2                                                           | 5                                                           | 1                                                           |                                                             | 9                                                           | 4                                                           | 4                                                           | 34                                                          |                                                             | 7                                                           |                                                             | 8                                                           | 15                                                          | 17                                                          | 10                                                          | 10                                                          | 6                                                           |                                                             | 2                                                           | 2                                                           |                                                             |                                                             | 14                                                          |                                                             |                                                             | 5                                                           | 1                                                           | 6                                                           | 8                                                           | 15                                                          | 37                                                          |
| 2000      | 139                                                         | 72                                                          | 67                                                          |                                                             |                                                             | 2                                                           | 1                                                           | 4                                                           |                                                             | 5                                                           | 5                                                           | 5                                                           | 31                                                          | 2                                                           |                                                             |                                                             | 8                                                           | 14                                                          | 10                                                          | 12                                                          | 9                                                           | 4                                                           | 2                                                           | 4                                                           | 5                                                           | 2                                                           |                                                             | 12                                                          |                                                             |                                                             | 2                                                           | 3                                                           | 3                                                           | 11                                                          | 17                                                          | 23                                                          |
| 2004      | 151                                                         | 82                                                          | 69                                                          |                                                             |                                                             | 2                                                           | 6                                                           | 2                                                           |                                                             | 8                                                           | 7                                                           | 9                                                           | 41                                                          | 3                                                           | 6                                                           | 1                                                           | 8                                                           | 10                                                          | 11                                                          | 9                                                           | 9                                                           | 1                                                           | 2                                                           | 2                                                           | 5                                                           | 3                                                           |                                                             | 3                                                           |                                                             |                                                             | 3                                                           | 2                                                           | 5                                                           | 6                                                           | 13                                                          | 26                                                          |
| 2008      | 177                                                         | 93                                                          | 84                                                          | 1                                                           | 12                                                          | 2                                                           | 4                                                           | 3                                                           |                                                             | 10                                                          | 4                                                           | 8                                                           | 47                                                          | 4                                                           | 5                                                           | 3                                                           | 8                                                           | 9                                                           | 13                                                          | 8                                                           | 8                                                           | 4                                                           | 2                                                           | 5                                                           | 4                                                           | 2                                                           |                                                             | 7                                                           |                                                             |                                                             | 4                                                           | 3                                                           | 4                                                           | 7                                                           | 14                                                          | 23                                                          |
| 2012      | 163                                                         | 92                                                          | 71                                                          | 1                                                           |                                                             | 1                                                           | 3                                                           | 4                                                           | 19                                                          | 8                                                           | 2                                                           | 12                                                          | 44                                                          | 4                                                           | 8                                                           | 2                                                           | 8                                                           | 11                                                          | 5                                                           | 9                                                           | 8                                                           | 2                                                           |                                                             | 3                                                           | 3                                                           | 2                                                           |                                                             | 2                                                           |                                                             |                                                             | 2                                                           | 2                                                           | 5                                                           | 3                                                           | 10                                                          | 26                                                          |
| 2016      | 122                                                         | 53                                                          | 68                                                          |                                                             | 12                                                          | 1                                                           | 3                                                           | 1                                                           |                                                             | 8                                                           | 2                                                           | 4                                                           | 35                                                          | 1                                                           | 4                                                           |                                                             | 7                                                           | 8                                                           | 10                                                          | 4                                                           | 6                                                           | 2                                                           | 2                                                           | 2                                                           | 3                                                           | 3                                                           |                                                             | 2                                                           |                                                             |                                                             | 2                                                           | 1                                                           | 4                                                           | 4                                                           | 9                                                           | 40                                                          |
| 2020      | 103                                                         | 45                                                          | 58                                                          |                                                             |                                                             | 3                                                           | 4                                                           |                                                             |                                                             | 2                                                           | 3                                                           | 12                                                          | 30                                                          | 3                                                           | 4                                                           | 1                                                           | 7                                                           | 8                                                           | 5                                                           | 3                                                           | 8                                                           | 2                                                           | 2                                                           | 3                                                           |                                                             | 2                                                           |                                                             | 1                                                           |                                                             |                                                             |                                                             | 1                                                           | 3                                                           | 3                                                           | 7                                                           | 45                                                          |
| 2024      | nicht teilgenommen                                          | nicht teilgenommen                                          | nicht teilgenommen                                          | nicht teilgenommen                                          | nicht teilgenommen                                          | nicht teilgenommen                                          | nicht teilgenommen                                          | nicht teilgenommen                                          | nicht teilgenommen                                          | nicht teilgenommen                                          | nicht teilgenommen                                          | nicht teilgenommen                                          | nicht teilgenommen                                          | nicht teilgenommen                                          | nicht teilgenommen                                          | nicht teilgenommen                                          | nicht teilgenommen                                          | nicht teilgenommen                                          | nicht teilgenommen                                          | nicht teilgenommen                                          | nicht teilgenommen                                          | nicht teilgenommen                                          | nicht teilgenommen                                          | nicht teilgenommen                                          | nicht teilgenommen                                          | nicht teilgenommen                                          | nicht teilgenommen                                          | nicht teilgenommen                                          | nicht teilgenommen                                          | nicht teilgenommen                                          | nicht teilgenommen                                          | nicht teilgenommen                                          | nicht teilgenommen                                          | nicht teilgenommen                                          | nicht teilgenommen                                          | nicht teilgenommen                                          |
| Gesamt    | Gesamt                                                      | Gesamt                                                      | Gesamt                                                      | Gesamt                                                      | Gesamt                                                      | Gesamt                                                      | Gesamt                                                      | Gesamt                                                      | Gesamt                                                      | Gesamt                                                      | Gesamt                                                      | Gesamt                                                      | Gesamt                                                      | Gesamt                                                      | Gesamt                                                      | Gesamt                                                      | Gesamt                                                      | Gesamt                                                      | Gesamt                                                      | Gesamt                                                      | Gesamt                                                      | Gesamt                                                      | Gesamt                                                      | Gesamt                                                      | Gesamt                                                      | Gesamt                                                      | Gesamt                                                      | Gesamt                                                      | Gesamt                                                      | Gesamt                                                      | Gesamt                                                      | 13                                                          | 30                                                          | 42                                                          | 85                                                          |                                                             |

### Winterspiele
| Jahr      | Athleten                                                    | Athleten                                                    | Athleten                                                    | Sportarten                                                  | Sportarten                                                  | Sportarten                                                  | Sportarten                                                  | Sportarten                                                  | Sportarten                                                  | Sportarten                                                  | Sportarten                                                  | Sportarten                                                  | Sportarten                                                  | Sportarten                                                  | Sportarten                                                  | Sportarten                                                  | Medaillen                                                   | Medaillen                                                   | Medaillen                                                   | Medaillen                                                   | Rang                                                        |
| Jahr      | ∑                                                           |                                                             |                                                             |                                                             |                                                             |                                                             |                                                             |                                                             |                                                             |                                                             |                                                             |                                                             |                                                             |                                                             |                                                             |                                                             |                                                             |                                                             |                                                             | Medaillen – Gesamt                                          | Rang                                                        |
| --------- | ----------------------------------------------------------- | ----------------------------------------------------------- | ----------------------------------------------------------- | ----------------------------------------------------------- | ----------------------------------------------------------- | ----------------------------------------------------------- | ----------------------------------------------------------- | ----------------------------------------------------------- | ----------------------------------------------------------- | ----------------------------------------------------------- | ----------------------------------------------------------- | ----------------------------------------------------------- | ----------------------------------------------------------- | ----------------------------------------------------------- | ----------------------------------------------------------- | ----------------------------------------------------------- | ----------------------------------------------------------- | ----------------------------------------------------------- | ----------------------------------------------------------- | ----------------------------------------------------------- | ----------------------------------------------------------- |
| 1924–1988 | Teilnahme als Mitglieder der Mannschaft der Sowjetunion     | Teilnahme als Mitglieder der Mannschaft der Sowjetunion     | Teilnahme als Mitglieder der Mannschaft der Sowjetunion     | Teilnahme als Mitglieder der Mannschaft der Sowjetunion     | Teilnahme als Mitglieder der Mannschaft der Sowjetunion     | Teilnahme als Mitglieder der Mannschaft der Sowjetunion     | Teilnahme als Mitglieder der Mannschaft der Sowjetunion     | Teilnahme als Mitglieder der Mannschaft der Sowjetunion     | Teilnahme als Mitglieder der Mannschaft der Sowjetunion     | Teilnahme als Mitglieder der Mannschaft der Sowjetunion     | Teilnahme als Mitglieder der Mannschaft der Sowjetunion     | Teilnahme als Mitglieder der Mannschaft der Sowjetunion     | Teilnahme als Mitglieder der Mannschaft der Sowjetunion     | Teilnahme als Mitglieder der Mannschaft der Sowjetunion     | Teilnahme als Mitglieder der Mannschaft der Sowjetunion     | Teilnahme als Mitglieder der Mannschaft der Sowjetunion     | Teilnahme als Mitglieder der Mannschaft der Sowjetunion     | Teilnahme als Mitglieder der Mannschaft der Sowjetunion     | Teilnahme als Mitglieder der Mannschaft der Sowjetunion     | Teilnahme als Mitglieder der Mannschaft der Sowjetunion     | Teilnahme als Mitglieder der Mannschaft der Sowjetunion     |
| 1992      | Teilnahme als Mitglieder der Mannschaft des Vereinten Teams | Teilnahme als Mitglieder der Mannschaft des Vereinten Teams | Teilnahme als Mitglieder der Mannschaft des Vereinten Teams | Teilnahme als Mitglieder der Mannschaft des Vereinten Teams | Teilnahme als Mitglieder der Mannschaft des Vereinten Teams | Teilnahme als Mitglieder der Mannschaft des Vereinten Teams | Teilnahme als Mitglieder der Mannschaft des Vereinten Teams | Teilnahme als Mitglieder der Mannschaft des Vereinten Teams | Teilnahme als Mitglieder der Mannschaft des Vereinten Teams | Teilnahme als Mitglieder der Mannschaft des Vereinten Teams | Teilnahme als Mitglieder der Mannschaft des Vereinten Teams | Teilnahme als Mitglieder der Mannschaft des Vereinten Teams | Teilnahme als Mitglieder der Mannschaft des Vereinten Teams | Teilnahme als Mitglieder der Mannschaft des Vereinten Teams | Teilnahme als Mitglieder der Mannschaft des Vereinten Teams | Teilnahme als Mitglieder der Mannschaft des Vereinten Teams | Teilnahme als Mitglieder der Mannschaft des Vereinten Teams | Teilnahme als Mitglieder der Mannschaft des Vereinten Teams | Teilnahme als Mitglieder der Mannschaft des Vereinten Teams | Teilnahme als Mitglieder der Mannschaft des Vereinten Teams | Teilnahme als Mitglieder der Mannschaft des Vereinten Teams |
| 1994      | 33                                                          | 21                                                          | 12                                                          | 11                                                          |                                                             | 5                                                           | 2                                                           | 4                                                           | 1                                                           |                                                             |                                                             |                                                             |                                                             | 9                                                           | 1                                                           |                                                             |                                                             | 2                                                           |                                                             | 2                                                           | 15                                                          |
| 1998      | 59                                                          | 44                                                          | 15                                                          | 9                                                           | 23                                                          | 2                                                           | 4                                                           | 6                                                           | 2                                                           |                                                             |                                                             |                                                             | 1                                                           | 10                                                          | 2                                                           |                                                             |                                                             |                                                             | 2                                                           | 2                                                           | 20                                                          |
| 2002      | 64                                                          | 44                                                          | 20                                                          | 11                                                          | 25                                                          | 2                                                           | 5                                                           | 5                                                           |                                                             |                                                             | 1                                                           |                                                             |                                                             | 14                                                          | 1                                                           |                                                             |                                                             |                                                             | 1                                                           | 1                                                           | 23                                                          |
| 2006      | 28                                                          |                                                             |                                                             | 10                                                          |                                                             | 1                                                           | 1                                                           | 6                                                           |                                                             |                                                             | 1                                                           |                                                             |                                                             | 7                                                           | 2                                                           |                                                             |                                                             | 1                                                           |                                                             | 1                                                           | 21                                                          |
| 2010      | 51                                                          | 37                                                          | 14                                                          | 11                                                          | 23                                                          |                                                             | 1                                                           | 7                                                           |                                                             |                                                             |                                                             |                                                             | 2                                                           | 7                                                           |                                                             |                                                             | 1                                                           | 1                                                           | 1                                                           | 3                                                           | 17                                                          |
| 2014      | 26                                                          | 15                                                          | 15                                                          | 10                                                          |                                                             |                                                             |                                                             | 6                                                           |                                                             |                                                             | 2                                                           |                                                             | 2                                                           | 6                                                           |                                                             |                                                             | 5                                                           |                                                             | 1                                                           | 6                                                           | 8                                                           |
| 2018      | 32                                                          | 16                                                          | 16                                                          | 10                                                          |                                                             |                                                             | 5                                                           | 6                                                           |                                                             |                                                             | 1                                                           |                                                             | 2                                                           | 8                                                           |                                                             |                                                             | 2                                                           | 1                                                           |                                                             | 3                                                           | 15                                                          |
| 2022      | 24                                                          | 11                                                          | 13                                                          | 8                                                           |                                                             | 2                                                           | 5                                                           | 6                                                           |                                                             |                                                             |                                                             |                                                             | 1                                                           | 2                                                           |                                                             |                                                             |                                                             | 2                                                           |                                                             | 2                                                           | 22                                                          |
| Gesamt    | Gesamt                                                      | Gesamt                                                      | Gesamt                                                      | Gesamt                                                      | Gesamt                                                      | Gesamt                                                      | Gesamt                                                      | Gesamt                                                      | Gesamt                                                      | Gesamt                                                      | Gesamt                                                      | Gesamt                                                      | Gesamt                                                      | Gesamt                                                      | Gesamt                                                      | Gesamt                                                      | 8                                                           | 7                                                           | 5                                                           | 20                                                          |                                                             |

### Jugend-Sommerspiele
| Jahr   | Athleten | Athleten | Athleten | Sportarten | Sportarten | Sportarten | Sportarten | Sportarten | Sportarten | Sportarten | Sportarten | Sportarten | Sportarten | Sportarten | Sportarten | Sportarten | Sportarten | Sportarten | Sportarten | Sportarten | Sportarten | Sportarten | Sportarten | Sportarten | Sportarten | Sportarten | Medaillen | Medaillen | Medaillen | Medaillen          | Rang |
| Jahr   | ∑        |          |          |            |            |            |            |            |            |            |            |            |            |            |            |            |            |            |            |            |            |            |            |            |            |            |           |           |           | Medaillen – Gesamt | Rang |
| ------ | -------- | -------- | -------- | ---------- | ---------- | ---------- | ---------- | ---------- | ---------- | ---------- | ---------- | ---------- | ---------- | ---------- | ---------- | ---------- | ---------- | ---------- | ---------- | ---------- | ---------- | ---------- | ---------- | ---------- | ---------- | ---------- | --------- | --------- | --------- | ------------------ | ---- |
| 2010   | 49       | 23       | 26       |            | 4          | 2          | 1          | 1          | 1          | 1          | 2          | 10         | 2          | 4          | 1          | 3          | 4          | 3          | 2          | 1          | 1          | 1          | 1          | 2          | 2          |            | 0         | 4         | 1         | 5                  | 59   |
| 2014   | 34       | 14       | 20       |            |            | 2          | 2          |            |            | 2          | 2          | 6          | 2          | 4          | 1          | 1          | 1          | 1          | 4          |            |            | 1          |            | 1          | 2          | 2          | 4         | 3         | 0         | 7                  | 15   |
| 2018   | 37       | 13       | 24       | 2          |            | 1          |            |            |            | 1          | 1          | 16         | 2          |            | 1          | 2          | 1          | 1          | 4          | 1          |            | 1          | 1          | 1          | 1          |            | 1         | 3         | 3         | 7                  | 47   |
| Gesamt | Gesamt   | Gesamt   | Gesamt   | Gesamt     | Gesamt     | Gesamt     | Gesamt     | Gesamt     | Gesamt     | Gesamt     | Gesamt     | Gesamt     | Gesamt     | Gesamt     | Gesamt     | Gesamt     | Gesamt     | Gesamt     | Gesamt     | Gesamt     | Gesamt     | Gesamt     | Gesamt     | Gesamt     | Gesamt     | Gesamt     | 16        | 24        | 26        | 66                 |      |

### Jugend-Winterspiele
| Jahr   | Athleten           | Athleten           | Athleten           | Sportarten         | Sportarten         | Sportarten         | Sportarten         | Sportarten         | Sportarten         | Sportarten         | Sportarten         | Sportarten         | Medaillen          | Medaillen          | Medaillen          | Medaillen          | Rang               |
| Jahr   | ∑                  |                    |                    |                    |                    |                    |                    |                    |                    |                    |                    |                    |                    |                    |                    | Medaillen – Gesamt | Rang               |
| ------ | ------------------ | ------------------ | ------------------ | ------------------ | ------------------ | ------------------ | ------------------ | ------------------ | ------------------ | ------------------ | ------------------ | ------------------ | ------------------ | ------------------ | ------------------ | ------------------ | ------------------ |
| 2012   | 16                 | 9                  | 7                  | 4                  | 1                  | 2                  | 4                  | 1                  | 1                  | 2                  | 1                  |                    |                    | 1                  |                    | 1                  | 24                 |
| 2016   | 16                 | 8                  | 8                  | 4                  | 2                  | 2                  | 4                  |                    | 1                  | 2                  |                    | 1                  |                    |                    |                    |                    |                    |
| 2020   | 19                 | 12                 | 7                  | 6                  | 4                  |                    | 4                  |                    | 1                  | 4                  |                    |                    |                    |                    | 1                  | 1                  | 29                 |
| 2024   | nicht teilgenommen | nicht teilgenommen | nicht teilgenommen | nicht teilgenommen | nicht teilgenommen | nicht teilgenommen | nicht teilgenommen | nicht teilgenommen | nicht teilgenommen | nicht teilgenommen | nicht teilgenommen | nicht teilgenommen | nicht teilgenommen | nicht teilgenommen | nicht teilgenommen | nicht teilgenommen | nicht teilgenommen |
| Gesamt | Gesamt             | Gesamt             | Gesamt             | Gesamt             | Gesamt             | Gesamt             | Gesamt             | Gesamt             | Gesamt             | Gesamt             | Gesamt             | Gesamt             | 0                  | 1                  | 1                  | 2                  |                    |